# Скоростная железная дорога Пекин — Шицзячжуан
Скоростная железная дорога Пекин — Шицзячжуан (кит. трад. 京石客运专线, упр. 京石客運專線, пиньинь Jīng-Shí Kèyùn Zhuān Xiàn) — 281-километровая высокоскоростная железная дорога, соединяющая Пекин и столицу провинций Хэбэй Шицзячжуан. Дорога называется также Цзиншу по последнему слогу слова «Пекин» (столица) и первому слогу слова «Шицзячжуан».
Начало строительства — в октябре 2008 года. 26 декабря 2012 года было завершено строительство всего участка, и открылось сквозное движение поездов от Пекина до Шэньчжэня. Объём инвестиций в строительство дорогии — 48.37 миллиардов юаней. Дорога рассчитана на скорости до 350 км/час и сократила путь между городами Пекин и Шицзячжуан с двух часов до менее часа..
Эта дорога является начальной секцией высокоскоростной магистрали Пекин — Гонконг. Её следующая секция Ухань — Шицзячжуан строилась параллельно и введена в эксплуатацию также в декабре 2012 года. Продолжение дороги от Уханя до Шэньчжэня введено в эксплуатацию в декабре 2015 года.

## Остановки
1. Пекин—Западный (кит. 北京西)
2. Фэнтай (кит. 丰台站)
3. Чжочжоу—Восточный (кит. 涿州东)
4. Гаобэйдянь—Восточный (кит. 高碑店东)
5. Баодин—Восточный (кит. 保定东)
6. Динчжоу—Восточный (кит. 定州东)
7. Шицзячжуан—Аэропорт (кит. 石家庄机场)
8. Шицзячжуан (кит. 石家庄站)